# Propanoato de pentila
Propanoato de pentila é o éster do ácido propanoico e o pentanol, de fórmula CH3CH2COO(CH2)4CH3,  utilizado na indústria alimentícia e na perfumaria como aroma.